# خمیر پفی

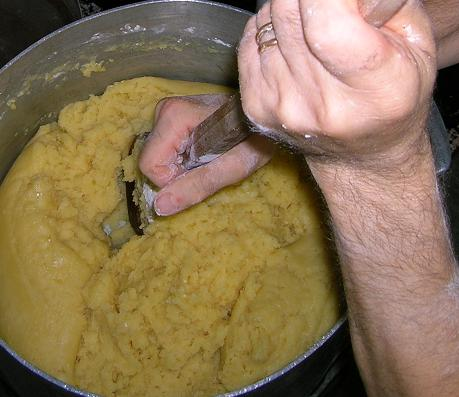
مخلوط کردن خمیر

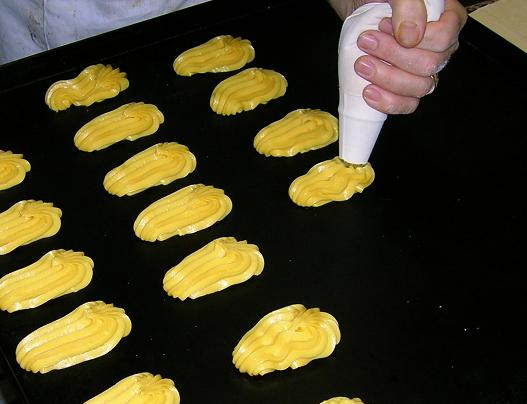
شکل دادن به خمیر و قرار دادن آن بر روی سینی فر با استفاده از قیف

خمیر پفی (به انگلیسی: Choux pastry) یک نوع خمیر برای تهیه شیرینی است. برای تهیه این خمیر تنها از کره، آرد، تخم مرغ، آب استفاده می‌شود.
این خمیر معمولاً پخته می‌شود ولی ممکن است به صورت سرخ کردن (مثل شیرینی بامیه) هم دربیاید.